# خوان پابلو کامچونوچی
خوان پابلو کامچونوچی (انگلیسی: Juan Pablo Compagnucci؛ زادهٔ ۱۸ نوامبر ۱۹۸۶) بازیکن فوتبال اهل آرژانتین است.